# Melbury Bubb
Melbury Bubb – wieś i civil parish w Anglii, w Dorset, w dystrykcie (unitary authority) Dorset. W 2001 civil parish liczyła 78 mieszkańców. Melbury Bubb jest wspomniana w Domesday Book (1086) jako Melesberie/Meleberie.